# Baga von Mauretanien
Baga (auch Bagas) war ein Berberkönig von Mauretanien um 225 v. Chr. Vermutlich war er Mitglied einer älteren Dynastie: Der Name Baga ist nicht unbekannt in der libyschen Onomastik; man kennt ihn in der Form BGY, und der Name Abeggi (Schakal) wird noch bei den Tuareg getragen.
König Baga tauchte im historischen Zusammenhang während der Ereignisse des Zweiten Punischen Krieges auf. Massinissa musste bei seiner Rückkehr nach Afrika entweder durch das Gebiet der Massäsylier, seiner Erzrivalen, oder durch das mauretanische Territorium ziehen; er entschied sich für letzteres. König Baga von Mauretanien stellte ihm 4000 maurische Reiter zur Verfügung, die bei Massinissa blieben, bis dieser die Grenzen seines eigenen Königreichs erreichte. Baga leistete auch militärische Unterstützung im letzten Kapitel des Zweiten Punischen Krieges im Kampf gegen Hannibal.
Laut Gabriel Camps deutet dies darauf hin, dass Baga kein unbedeutender König war und dass er eine starke Kontrolle über umfangreiche Ressourcen und Territorien vom Atlantischen Ozean bis zum Fluss Mulucha (wahrscheinlich identisch mit dem Moulouya in Marokko) und vom Mittelmeer bis zum Süden des Atlasgebirges hatte.
Sein Königreich wurde von Bocchus I. geerbt, der wahrscheinlich entweder sein Sohn oder sein Enkel war.
| Vorgänger | Amt                                   | Nachfolger |
| --------- | ------------------------------------- | ---------- |
| unbekannt | König von Mauretanien ca. 225 v. Chr. | Bocchus I. |